# IC 4571
IC 4571 је спирална галаксија у сазвјежђу Јужни троугао која се налази на листи објеката дубоког неба у Индекс каталогу.
Деклинација објекта је - 67° 19' 25" а ректасцензија 15h 48m 51,6s. Привидна величина (магнитуда) објекта IC 4571 износи 12,6 а фотографска магнитуда 13,4. IC 4571 је још познат и под ознакама ESO 99-11, IRAS 15440-6710, PGC 56106.